# Životní cyklus produktu
Pojem Životní cyklus produktu se používá ve dvou významech:
1. Život produktu od těžby surovin, přes jeho výrobu a používání až po jeho odstranění jako odpadu. V takovém případě je definován jako "po sobě jdoucí provázaná stádia produktového systému od těžby surovin nebo jejich získávání z přírodních zdrojů ke konečnému odstranění". V tomto významu se pojem často používá v souvislosti s vlivy produktu na životní prostředí a  posuzováním životního cyklu (life cycle assessment – LCA).
2. „Život“ výrobku v podniku od fáze zavedení produktu na trh až po útlum zájmu o produkt a jeho stažení z trhu. Zbytek stránky se věnuje tomuto významu pojmu.
Tento cyklus „života“ výrobku sestává ze čtyř fází, z nichž každá je individuálně dlouhá pro každý produkt. Je velmi důležité, aby management společnosti věděl, v jaké fázi se výrobek nachází a podle toho volil správnou strategii pro co nejdelší udržení výrobku na trhu. Doporučuje se také před uvedením výrobku na trh připravit kupující na náš produkt reklamou, tak aby byla poptávka po našem produktu rozjetá již od začátku jeho umístění na trh.

## Fáze životního cyklu výrobku
- Zavádění produktu
- Růst zájmu o produkt
- Kulminace zájmu a zralost produktu
- Útlum zájmu o produkt

Tyto fáze graficky popisuje S-křivka.

## Fáze zavádění produktu
V této fázi umisťujeme produkt na trh. V této fázi jsou náklady pochopitelně větší než výnosy, může to být způsobeno např. reklamní kampaní, do které se doporučuje investovat cca třetina budoucích zisků, které od výrobku očekáváme. V této fázi bychom měli dát pozor obzvlášť na nastavení příliš vysokých cen, kvůli kterým si potenciální zákazník náš produkt nemusí koupit.
V této fázi si můžeme vybrat vhodnou strategii pro vstup na trh právě pro náš produkt z:
- Strategie rychlého sbírání tržeb
- Strategie pomalého sbírání tržeb
- Strategie rychlé penetrace
- Strategie pomalé penetrace

### Strategie rychlého sbírání tržeb
Jde o strategii, kdy nasadíme vysoké ceny za produkt a prodáváme ho pouze malé množství. Tato strategie je používána hlavně většími společnostmi, které už mají na trhu své místo, nebo si jsou jisté originalitou a technickou vyspělostí svého výrobku, takže se nemusejí bát, účtovat si za něj větší peníze.

### Strategie pomalého sbírání tržeb
Cena výrobku je opět vysoká, jako v předchozím případě. Ovšem reklamní kampaň je pouze velmi střízlivá, prodejce totiž nechce zahltit trh svým výrobkem, ale uchovat myšlenku originality a nedostupnosti. Tyto výrobky většinou nejsou pro každého – např. Gucci, Dior…

### Strategie rychlé penetrace
Tuto formu vstupu na trh volí společnosti, kterým už dýchá na krk konkurence s velmi podobným nebo úplně stejným výrobkem. Čili ceny jsou minimální a do prodeje zařadíme velké množství výrobku, abychom uspokojili potřebu co nejvíce lidí v co nejkratším čase a tím vydělali, než na trh vstoupí konkurent. Doporučují se větší investice do propagace.

### Strategie pomalé penetrace
Používá se pokud zákazníci o produktu vědí, takže se předpokládá, že tito si ho sami najdou. Odpadá tedy potřeba informační kampaně. Opět zprvu nastolíme nízké ceny.

## Fáze růstu
Produkt nám v této fázi vynáší stále více a my naopak investujeme do výroby a udržení popularity výrobku. Zákazníci, kteří si koupili náš produkt, rozšiřují reklamu o něm, přes doporučení svým známým. Tato forma reklamy je pro společnost nejlepší, protože je nejúčinnější a také nic nestojí. V této fázi mění cenu výrobku pouze prodejci, kteří použili nízké ceny jako lákadlo v předchozí fázi.
V této fázi financujeme modifikace našeho výrobku.
Pro prodloužení této fáze se doporučuje ve správný okamžik snížit ceny. 

## Fáze zralosti
Je charakteristická konstantním růstem tržeb nebo jejich poklesem → výše tržeb se stabilizuje. Tato fáze je obvykle nejdelší v „životě“ produktu. Trh je přesycen naším výrobkem, reagujeme snížením ceny, aby si náš výrobek mohli dovolit i ti, ke kterým se ještě nedostal. Je dobré zveřejnit novou reklamní kampaň a znovu tak upozornit na náš výrobek.

## Fáze útlumu produktu
Zde se nejedná o krátkodobé snížení tržeb, ale o dlouhotrvající trend snižování tržeb. V tomto stádiu se již s produkcí nepokračuje, avšak zásoby výrobků na skladech se nelikvidují. Tyto totiž společnost využije jako náhradní díly při servisních opravách již prodaných výrobků. Tyto výrobky se doporučuje skladovat zhruba desetinásobek životnosti výrobku.